# Gare de Moosonee
La  gare de Moosonee à Moosonee est le terminus nord du Chemin de fer Ontario Northland.